# National Exhibition Centre
Il National Exhibition Centre è edificio adibito all'utilizzo come centro espositivo situato a Marston Green nelle West Midlands in Inghilterra.
È posto vicino all'autostrada M42 ed è adiacente all'aeroporto di Birmingham e alla stazione ferroviaria di Birmingham. È stato inaugurato dalla regina Elisabetta II nel 1976.
Al suo interno ai svolgeva il Salone dell'automobile britannico.